# Giuliano di Eclano
Giuliano di Eclano (Ceglie Messapica, 385 circa – 455 circa) è stato un teologo e vescovo cattolico romano sostenitore del Pelagianesimo.

## Biografia
Nacque nell'odierna Ceglie Messapica, figlio di Memorio, vescovo di Aeclanum (oggi Mirabella Eclano, in provincia di Avellino), e quando era ancora lector, si unì in matrimonio con Tizia, figlia di Emilio, vescovo di Benevento.  
Diacono nel 408, ebbe estesa cultura e intelligenza brillante, tanto che Agostino, che lo descrive scrittore elegante ed esperto di dialettica, volle ospitarlo a Cartagine. 
Nominato vescovo di Eclano da papa Innocenzo I verso il 411, generosamente donò tutti i suoi beni agli abitanti caduti in miseria dopo l'invasione della Campania da parte dei Visigoti. 
Scomunicato e deposto dalla carica vescovile nel 418 da papa Zosimo per la sua adesione al pelagianesimo, insieme ad altri diciassette vescovi fu costretto all'esilio in Oriente ospitato, fra gli altri, da Teodoro, vescovo di Mopsuestia in Cilicia e da Nestorio, patriarca di Costantinopoli. Qui continuò a difendere le sue opinioni, affermandosi come il più influente esponente del pelagianesimo. 
Non si conosce il luogo della sua morte, avvenuta in Oriente o in Sicilia, verso il 455.

## Opere
In difesa delle dottrine pelagiane scrisse due lettere a papa Zosimo e due, nell'esilio, a Rufo, vescovo di Tessalonica e a Roma. In polemica contro sant'Agostino, scrisse i Libri quattuor ad Turbatium, i Libri octo ad Florum, indirizzati al vescovo pelagiano Floro, esule a Costantinopoli, che l'aveva esortato a scrivere contro il De nuptiis et concupiscientia di Agostino, e il De bono constantiae (Patr. Lat. 91, 1072), ai quali Agostino rispose con il Contra Iulianum in sei libri (Patr. Lat. 44, 461) e con il cosiddetto, perché incompiuto, Opus imperfectum (Patr. Lat. 45, 1049). Gli vengono attribuiti anche il Commentarius in Psalmos e il Commentarius in prophetas minores tres, Osee, Joel et Amos, che è del resto attribuito anche a Rufino d'Aquileia.

## Il pensiero

### La polemica con Agostino
Le frasi di Giuliano, tratte dal suo Ad Florum, sono riportate nell'Opus imperfectum di Agostino. 
Per Agostino, con il peccato di Adamo, istigato dal diavolo, tutti gli uomini sono divenuti peccatori: il peccato originale si trasmette attraverso la generazione; Giuliano replica che: 

### Il libero arbitrio
Dunque la concupiscenza, il desiderio sessuale, non è cattiva in sé, perché è nella natura umana creata da Dio; se fosse sorta solo dopo il peccato di Adamo, istigato dal diavolo, sarebbe una creazione diabolica e dunque il diavolo avrebbe stravolto la natura umana, sarebbe lui il creatore dell'attuale natura umana, come insegnano i manichei; in realtà, secondo Giuliano, i risultati della concupiscenza sono buoni o cattivi secondo l'uso che si è fatto di questa, secondo dunque la libera volontà umana, secondo il libero arbitrio:

### Il peccato originale
Il peccato originale non esiste, perché i bambini non possono essere peccatori:

### Il battesimo
Questo non significa che il battesimo sia inutile:

### La grazia
Dunque, secondo Giuliano, Agostino rende vano il battesimo se nei cristiani battezzati continua a sussistere il male che viene da loro stessi trasmesso ai loro discendenti. Ma per Agostino il male si sconfigge solo con la grazia, dono di Dio non dato secondo i meriti eventuali di ciascuno ma gratuitamente e a pochi, per sua decisione imperscrutabile; chi ottiene la grazia si salva, chi non ha la grazia divina sarà dannato indipendentemente dalla sua volontà di perseguire il bene. Dice Giuliano:
Al che risponde Agostino:

### La concezione agostiniana del male
Dice il professor Piero Bellini (Incontro del 9 maggio 2003 su Le radici culturali e religiose dell'identità europea): “l'antropologia pessimistica di Agostino nasce dalla preoccupazione che riconoscere all'uomo una sua autonomia possa in qualche misura nuocere alla costitutività dell'intermediazione divina: Agostino, nella prima fase della sua polemica a proposito della libertà dell'uomo, si trova a rispondere alla domanda: unde malum?, da dove proviene il male?, che è poi il tema centrale della teodicea. 
I manichei, secondo una tradizione che risale a Marcione e, per certi aspetti, a Montano, credono nella compresenza di due principi: il principio del bene, che tende ad affrancare l'uomo da una soggezione in cui lo ha posto un Dio creatore malvagio, e il principio del male. 
Diversamente Agostino, per mantenere l'unicità di Dio, evitando di contrapporre un Dio creatore ad un Dio salvatore, ritiene che il male della terra non dipenda dalla creazione di Dio, ma dalla risposta che l'uomo ha dato a Dio rispetto al dono della libertà che Dio gli ha concesso: la libertà dell'uomo introduce il male nel mondo; l'uomo, in altre parole, ha fatto un cattivo uso della sua libertà, determinando l'ingresso del male nel mondo. È la tesi del libero arbitrio: d'un libero arbitrio speso male. 
Tale tesi comporta una reazione di tipo protoliberale da parte di Pelagio. Quest'ultimo dice che se l'uomo è capace di peccato e merita la sua punizione, l'uomo deve essere anche capace di virtù e deve meritare il suo premio se si conduce rettamente. Alla visione di Agostino, Pelagio aggiunge qualcosa di più, parlando di una quaedam naturalis sanctitas dell'uomo. L'uomo è capace di peccato, ma è anche capace di virtù. 
Agostino si preoccupa di questo, perché, se si accetta che l'uomo possa salvarsi attraverso gli strumenti della sua naturalità (per sua tantum naturalia), allora viene meno la necessità dell'intermediazione ecclesiastica e ancor prima la necessità dell'intermediazione cristica: che senso ha il sacrificio del Golgota se l'uomo ha la possibilità, con i suoi strumenti naturali, di realizzare il proprio destino escatologico? 
Agostino allora abbandona la posizione del libero arbitrio e diventa il dottore della grazia. Tutto è dovuto alla grazia: è il dono della grazia di Dio che rende gli uomini capaci di meritare. L'uomo non può meritare la grazia, perché la grazia è condizione del merito, quindi essa è gratis data. Quest'ultima è una proposizione che ricorre di frequente in Agostino. Dio sceglie i suoi e rifiuta gli altri. Si pongono così le basi del predestinazionismo: è una visione marcatamente negativa dell'antropologia umana, che diventa ottimistica quando si tratta dell'elezione di quelli che sono da Dio, secondo il suo insondabile giudizio, predestinati alla salvezza. Di fronte a chi gli oppone che in questo modo Dio tratterebbe gli uomini come figli e figliastri, Agostino non ha esitazione a dire che gli uomini sono “figli dell'ira di Dio”, per cui non ci si deve lamentare se Dio punisce la maggioranza degli uomini, piuttosto ci si deve rallegrare del fatto che alcuni almeno fra essi siano salvati.” 

### Conclusioni
In quel V secolo, il confronto fra agostiniani e pelagiani fu uno scontro drammatico fra due filosofie, due teologie, due etiche, due concezioni della Chiesa, in definitiva due culture che combattevano per la loro sopravvivenza: quella che fosse uscita sconfitta sarebbe stata destinata a scomparire. 
E a essere sconfitta non poteva essere che la cultura cristiana, che in questo è anche laica, del primato della razionalità, dell'umanità, del libero arbitrio: perché nella gravissima crisi economica del tempo, nella fuga degli schiavi dalla terra, nell'asservimento di chi rimaneva perché non aveva speranza nemmeno nella fuga, compresi i piccoli proprietari, i piccoli artigiani e commercianti, nella costante falsificazione della moneta operata dai governi imperiali, nelle scorrerie di “barbari” che uccidevano e rubavano e devastavano i beni dei possidenti, questi ultimi, i colti, i pochi in grado di scrivere, leggere e comprendere i problemi “alti” di ogni tempo dell'umanità, quei pochi che davano e danno la loro impronta alla storia umana, non trovavano nelle vicende del loro tempo alcun motivo di ottimismo, alcuna razionalità, alcun umanesimo e, primi rappresentanti di una società servile, non potevano essere favorevoli alla libertà di tutti gli uomini, anche “soltanto” della libertà della volontà, del libero arbitrio nel conseguimento della propria salvezza spirituale. 
Meglio l'incerta sicurezza di una grazia proveniente dall'alto, per quanto riservata a pochi – ed essi erano infatti pochi, rispetto alla massa incolta e misera – che la fatica di una salvezza da guadagnare ogni giorno con i propri mezzi spirituali e che non può essere servita da altri uomini; meglio la rassicurante tradizione del pensiero, cristallizzato in dogma e dunque dato una volta per tutte, dei boni et sancti viri del glorioso passato del cristianesimo, così puntigliosamente e frequentemente citati da Agostino; meglio una Città di Dio, dove i beni, quali che siano, sono eternamente al sicuro.